# لماسينية
اللماسينية (الاسم العلمي: Limacinidae) هي فصيلة من الرخويات تتبع رتبة جناحيات الأرجل من طائفة بطنيات الأرجل.

## أجناس
- اللماسينة